# Cochliolepis
Cochliolepis is een geslacht van weekdieren uit de klasse van de Gastropoda (slakken).

## Soorten
- Cochliolepis adamsii (P. Fischer, 1857)
- Cochliolepis albicerata Ponder, 1966
- Cochliolepis albiceratus Ponder, 1966
- Cochliolepis differens Rubio, Rolán & Lee, 2011 †
- Cochliolepis holmesii (Dall, 1889)
- Cochliolepis militaris (Jousseaume, 1872)
- Cochliolepis nautiliformis (Holmes, 1859)
- Cochliolepis parasitica Stimpson, 1858
- Cochliolepis patricioi Rubio, Rolán & Lee, 2011
- Cochliolepis planispiralis Rubio, Fernández-Garcés & Rolán, 2011
- Cochliolepis striata Dall, 1889
- Cochliolepis surinamensis van Regteren Altena, 1966